# Марина Буквички
Марина Буквички (Београд, 4. јул 1970) српска је филмска и позоришна глумица.

## Биографија
Завршила је основне студије глуме на Факултету драмских уметности на Цетињу (Црна Гора) 1999. године. Мастер студије завршила је 2009. године на Факултету драмских уметности у Београду. Докторирала је на Институту за уметничку игру 2022. из области Уметничка игра и перформанс са вишемедијским пројектом под називом "Ја - лутка/I - a doll", који се бави животом и радом наше истакнуте физичаре и математичарке Милеве Марић Ајнштајн.  Предаје на предмету Сценски покрет на Факултету савремених уметности, где је 2018. године изабрана у звање ванредног професора.

## Улоге
|                   | 1990 | 2000 | 2010 | Укупно |
| ----------------- | ---- | ---- | ---- | ------ |
| Дугометражни филм | 1    | 3    | 1    | 5      |
| ТВ мини серија    | 1    | 0    | 0    | 1      |
| Укупно            | 2    | 3    | 1    | 6      |
| Год.   | Назив                      | Улога \|- style="background: Lavender; text-align:center; " | 1990.е_ | 1990.е_ | 1990.е_ | 1990.е_ |
| 1995.  | Ориђинали (ТВ мини серија) | /                                                           |         |         |         |         |
| 1998.  | Спаситељ                   | Муслиманка (као Марина Буквички)                            |         |         |         |         |
| 2000.е |                            |                                                             |         |         |         |         |
| 2003.  | Ју                         | /                                                           |         |         |         |         |
| 2008.  |                            | грађанка 1 (као Марина Буквички)                            |         |         |         |         |
| 2008.  | Милош Бранковички          | Бранка Битанга (као Марина Буквички)                        |         |         |         |         |
| 2010.е |                            |                                                             |         |         |         |         |
| 2013.  |                            | Наташа (као Марина Буквички)                                |         |         |         |         |